# جون كورنين
جون كورنين الثالث (بالإنجليزية: John Cornyn III) هو سياسي أمريكي من الحزب الجمهوري ولد في يوم 2 فبراير 1952 في هيوستن في تكساس. أكمل دراسة القانون في جامعة ترينيتي وهو أيضاً طيار عسكري متقاعد. يشغل حالياً منصب عضو في مجلس الشيوخ الأمريكي منذ سنة 2002 كممثل لولاية تكساس. على الرغم من توافقه مع الرئيس الأمريكي دونالد ترامب إلا أنه عارضه في الكثير من المواقف مثل الإنسحاب من إتفاقية الشراكة العابرة للمحيط الهادئ.